# クリスティアン・ルートヴィヒ (ブラウンシュヴァイク＝リューネブルク公)
クリスティアン・ルートヴィヒ（ドイツ語：Christian Ludwig, 1622年2月25日 - 1665年3月15日）は、ブラウンシュヴァイク＝リューネブルク公の1人で、カレンベルク侯（在位：1641年 - 1648年）、リューネブルク侯（在位：1648年 - 1665年）。カレンベルク侯ゲオルクと妃アンナ・エレオノーレ・フォン・ヘッセン＝ダルムシュタットの長男。ゲオルク・ヴィルヘルム、ヨハン・フリードリヒ、デンマーク・ノルウェー王フレデリク3世妃ゾフィー・アマーリエ、エルンスト・アウグストの兄。

## 生涯
1641年に父が急死すると彼はその後を継いだ。父同様、ハノーファーのライネ川沿岸のライネ宮殿を居城とした。1648年、伯父のリューネブルク侯フリードリヒ4世が子供のないまま亡くなったため、クリスティアン・ルートヴィヒはリューネブルク侯を兼ねた。しかしまもなく次弟のゲオルク・ヴィルヘルムにカレンベルク侯領を譲り、ツェレ城に移ってより広大なリューネブルク侯領の統治に専念した。
1642年、クリスティアン・ルートヴィヒはドイツ最初の文学サークル「実りを結ぶ会」の会員になった。彼は1653年にシュレースヴィヒ＝ホルシュタイン＝ゾンダーブルク＝グリュックスブルク公フィリップの娘ドロテア・ゾフィーと結婚したが、子供をもうけないまま1665年に亡くなった。未亡人となったドロテアはまもなくブランデンブルク選帝侯フリードリヒ・ヴィルヘルムの後妻となり、新しい夫との間に大勢の子供を産んだ。
リューネブルク侯領は次弟のカレンベルク侯ゲオルク・ヴィルヘルムが相続し、ゲオルク・ヴィルヘルムはその下の弟ヨハン・フリードリヒにカレンベルク侯領を譲った。リューネブルク侯領とカレンベルク侯領は1705年、彼ら3兄弟の甥にあたるカレンベルク侯ゲオルク・ルートヴィヒ（末弟エルンスト・アウグストの子、後のイギリス王ジョージ1世）の創設したハノーファー選帝侯領に組み込まれた。
| 爵位・家督           | 爵位・家督                       | 爵位・家督                  |
| -------------------- | -------------------------------- | --------------------------- |
| 先代 ゲオルク        | カレンベルク侯 1641年 - 1648年   | 次代 ゲオルク・ヴィルヘルム |
| 先代 フリードリヒ4世 | リューネブルク侯 1648年 - 1665年 | 次代 ゲオルク・ヴィルヘルム |